# Dirphia centralis
Dirphia centralis is een vlinder uit de onderfamilie Hemileucinae van de familie nachtpauwogen (Saturniidae).
De wetenschappelijke naam van de soort is voor het eerst geldig gepubliceerd door Frank Johnson & Ezra Michener in 1948.